# Georges Blanvalet
Georges Blanvalet (um 1887 – 14. Juni 1952 in Passau) war ein deutscher Schauspieler, Ballettmeister, Tänzer und Choreograf.

## Filmografie
- 1919: Narrentanz der Liebe
- 1919: Das Caviar-Mäuschen
- 1920: Das Medaillon der Lady Sington
- 1922: Dolores
- 1927: Das Mädchen aus der Fremde
- 1933: Roman einer Nacht